# 静岡県道・山梨県道71号富士宮鳴沢線
静岡県道・山梨県道71号富士宮鳴沢線（しずおかけんどう・やまなしけんどう71ごう ふじのみやなるさわせん）は、静岡県富士宮市から山梨県南都留郡鳴沢村に至る県道（主要地方道）である。

## 概要
富士山西麓の高原地帯から、原生林の中を抜けて鳴沢村まで至る路線である。周辺は樹海が広がっており、かつてはオウム真理教の富士山総本部を初めとしたサティアン施設群などもあった。
本栖湖を経由し、西側を通る国道139号と比べて、河口湖方面と富士宮市との距離は10 kmほど短い。
山梨県側は整理番号が33号だったが、1994年（平成6年）に71号へ改番された。

### 路線データ
- 起点：静岡県富士宮市上井出（上井出交差点、静岡県道72号富士白糸滝公園線起点、静岡県道414号富士富士宮線交点）
- 終点：山梨県南都留郡鳴沢村（ひばりヶ丘交差点、国道139号交点）
- 延長：約17 km

## 歴史
- 1982年（昭和57年）10月30日 - 静岡県により認定[1]
- 1983年（昭和58年）3月10日 - 山梨県により認定[2]

## 路線状況

### 重複区間
- 静岡県道75号清水富士宮線（静岡県富士宮市上井出・上井出交差点 - 静岡県富士宮市人穴）

## 地理

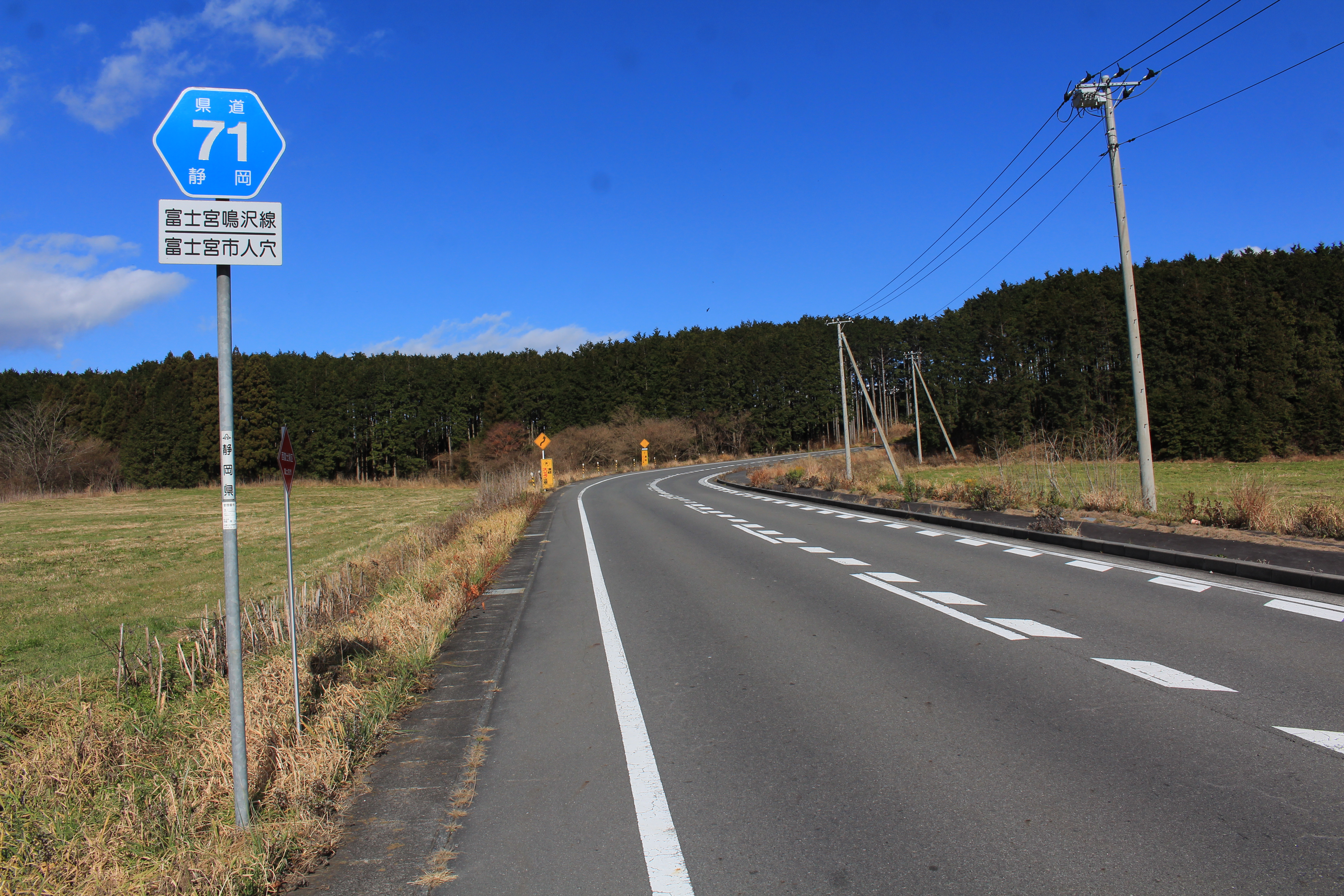
静岡県道・山梨県道71号富士宮鳴沢線、静岡県富士宮市人穴

### 通過する自治体
- 静岡県
  - 富士宮市
- 山梨県
  - 南都留郡富士河口湖町 - 南都留郡鳴沢村

### 交差する道路
- 静岡県道72号富士白糸滝公園線・静岡県道75号清水富士宮線・静岡県道414号富士富士宮線（静岡県富士宮市上井出・上井出交差点、起点）
- 静岡県道75号清水富士宮線（静岡県富士宮市人穴）
- 国道139号（山梨県南都留郡鳴沢村・ひばりヶ丘交差点、終点）

### 沿線
- 富士宮市立人穴小学校
- 富士ヶ嶺簡易郵便局
- 富士河口湖町立富士豊茂小学校
- 本栖風穴
- 富士風穴